# Agoliinus wickhami
Agoliinus wickhami är en skalbaggsart som beskrevs av Brown 1928. Agoliinus wickhami ingår i släktet Agoliinus och familjen Aphodiidae. Inga underarter finns listade i Catalogue of Life.